# Stratiformis
Stratiformis is het tweede deel in de naam van wolkensoorten, die worden gebruikt als onderdeel van een internationaal systeem om wolken te classificeren naar eigenschap volgens de internationale wolkenclassificatie. Stratiformis betekent laagvormig. Als afkorting heeft stratiformis str. Er bestaan 3 wolkensoorten die stratiformis als tweede deel van hun naam hebben:
- Altocumulus stratiformis (Ac str)
- Cirrocumulus stratiformis (Cc str)
- Stratocumulus stratiformis (Sc str)

Stratiformiswolken vormen samen een grote en egale wolkendeken

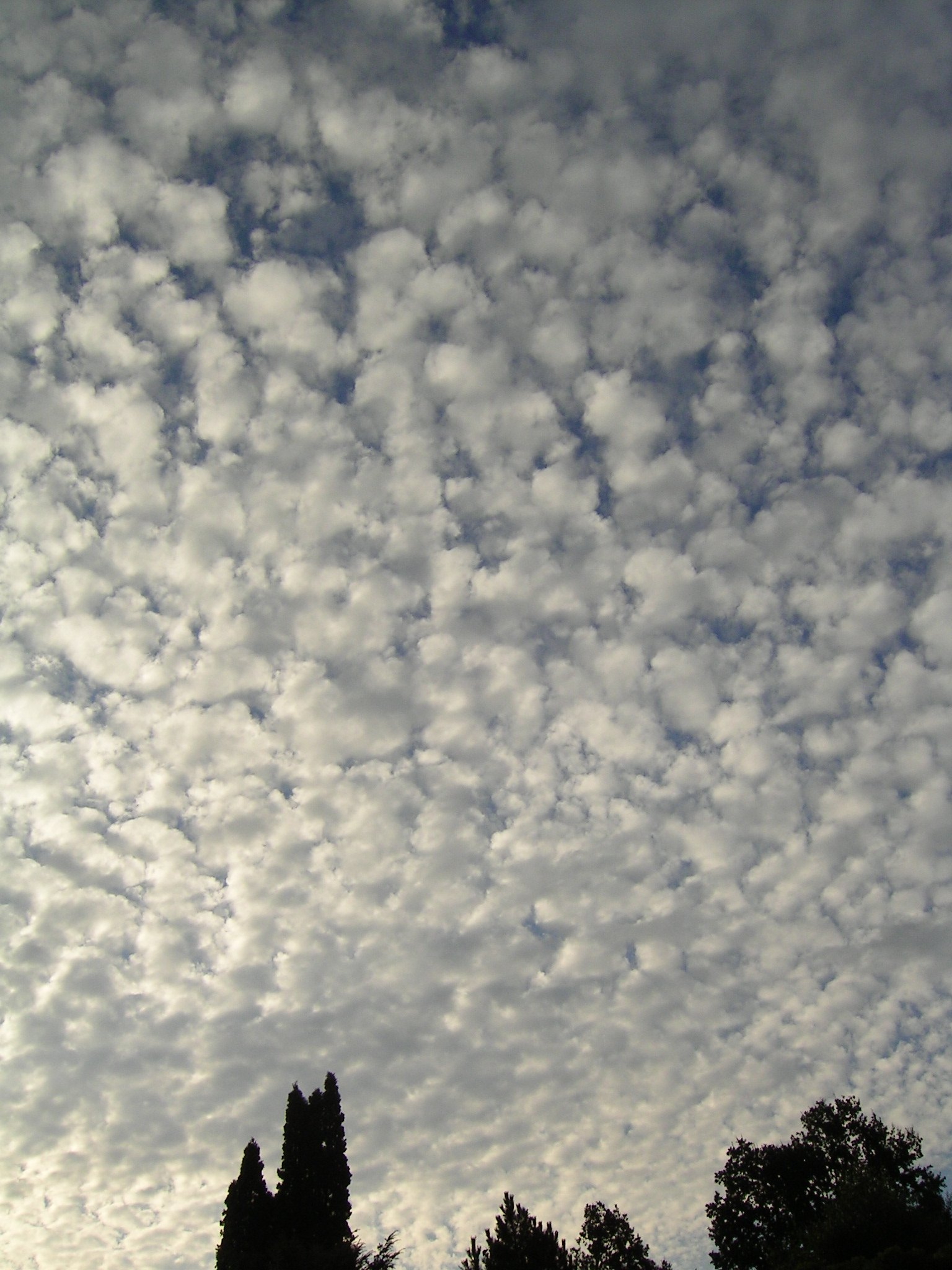
Altocumulus stratiformis